# Kalispel

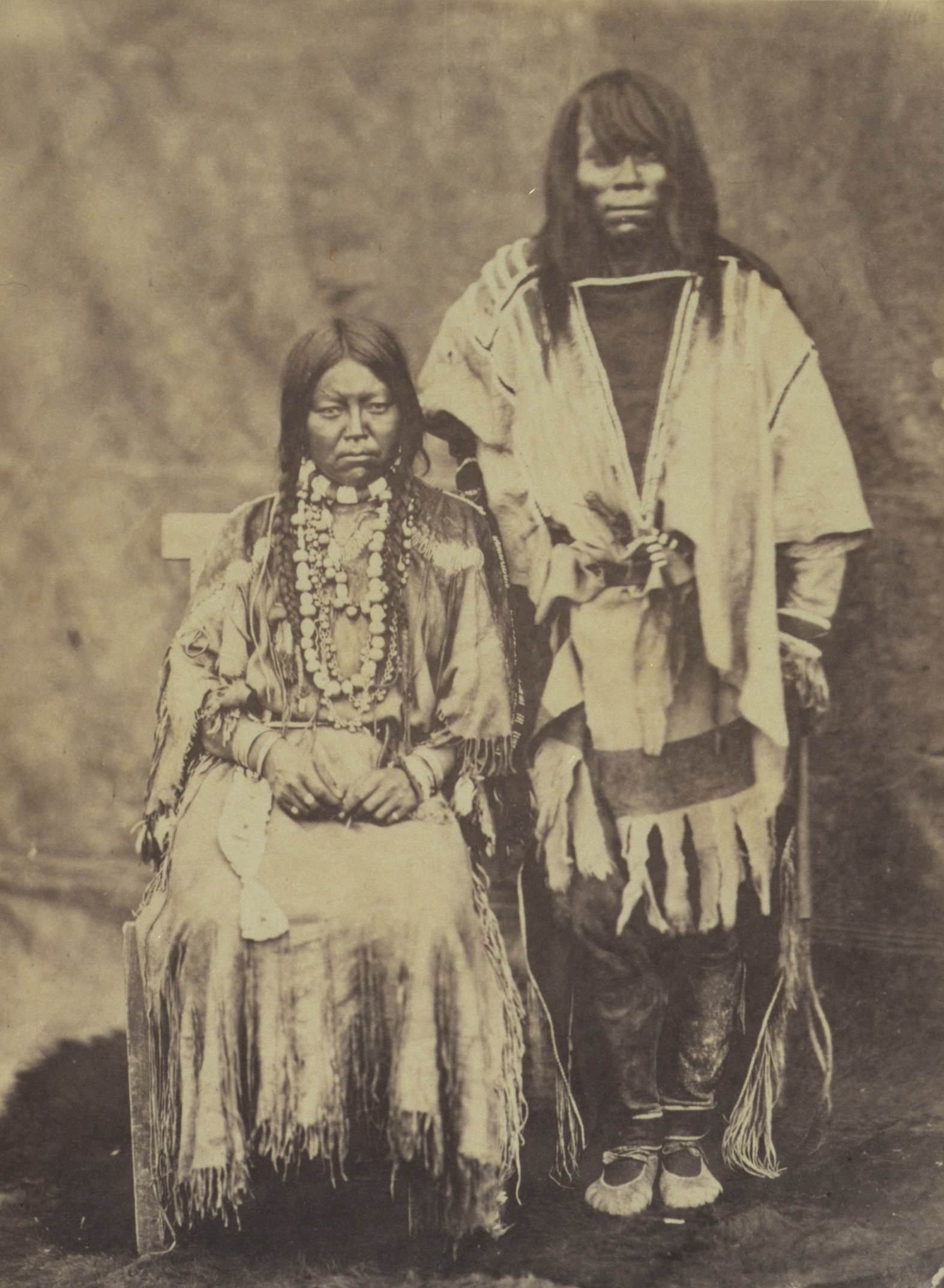
Frau und Mann der Kalispel (1861)

Die Lower Pend d’Oreille oder Lower Kalispel, heute meist einfach als Kalispel bezeichnet, bilden zusammen mit den Upper Pend d’Oreille (auch Upper Kalispel oder einfach Pend d’Oreille genannt) eine indianische Stammesgruppe, die zur Zeit der ersten Kontakte mit Europäern am Pend Oreille River, am Priest Lake und am Lake Pend Oreille lebten.
Ihr Schweifgebiet erstreckte sich von Montana über den Norden von Idaho bis in den Osten Washingtons und umfasste das Gebiet von Plains in Montana, das Einzugsgebiet des Clark Fork über den Pend Oreille bis in das kanadische British Columbia. Kulturell gehören sie wie die benachbarten Flathead (Seliš oder Salish), Spokane (Sqeliz) und Coeur d’Alene (Schitsu’umsh oder Skitswish) zu den Südlichen Binnen-Salish und zählen somit kulturell zum Kulturareal des Plateau.
Sie nannten sich Ql̓ispé (sprich: Kah-LEES-peh), was die Europäer später in Kalispel verballhornten. Die Franzosen nannten sie Pend d'Oreille oder Pend Oreille (sprich: Pon-de-RAY), was etwa so viel bedeutet wie ‘hängt am Ohr (herunter)’. Dieser Name geht auf die großen Ohrgehänge zurück, die die Kalispel trugen, und die aus Muscheln bestanden.

## Geschichte

### Lebensweise und Gruppen der Kalispel
Die Kalispel lebten im Sommer in Tipis, im Winter in Dörfern, in denen sie Hütten bauten. Sie bestanden aus Rohrkolben, aus deren Fasern Matten gewebt wurden, die Tule Mats genannt wurden. Dementsprechend hießen die Häuser Tule Huts.
Solange genügend Büffel in ihrem Wohngebiet zu finden waren, lebten sie von der Jagd und tauschten die Felle gegen Pferde ein.
Die Kalispel setzten sich aus zwei Gruppen, den Lower (unteren) Kalispel und den Upper (oberen) Kalispel zusammen, die jeweils einen unterschiedlichen Dialekt sprachen. Die Grenze zwischen den beiden Stammesgruppen wird von Forschern bei der heutigen Stadt Plains am Clark Fork gezogen:
Die Lower Kalispel oder Lower Pend d’Oreille wurden von benachbarten Stämmen oft „Boots- oder Kanu-Volk“ genannt, da sie ein flaches Kanu entwickelt hatten, das besonders geeignet war mit den starken Winden auf dem Lake Pend Oreille im nördlichen Idaho zurechtzukommen. Auf Grund ihrer Fertigkeit aus der Essbaren Prärielilie, meist Camas oder Quamash genannt, Brote zu backen, wurden sie auch als „Camas-Volk“ bezeichnet. Zudem waren sie für ihre exzellenten Reitkünste bekannt. Eines ihrer wichtigsten Siedlungszentren war der nach ihnen benannte Lake Pend Oreille im sog. Idaho Panhandle, an dessen Nordufer bei der heutigen Stadt Sandpoint die Stämme der Flathead, Ktunaxa sowie Lower Kalispel oftmals gemeinsam ihre Sommerlager aufschlugen, um zu fischen, Körbe zu flechten und Beeren zu sammeln, bevor sie im Herbst in ihre Wintergebiete im heutigen Montana oder Washington zogen. Diese jährlichen Wanderungen wurden noch bis in die 1930er unternommen. Zudem lebten sie am Priest Lake im Norden von Idaho, entlang des Lower Clark Fork und bewohnten das Flussgebiet des Pend Oreille River und dessen Nebenflüsse im Nordosten von Washington bis in den Südosten von British Columbia, Kanada. Da ihre Stammesgebiete größtenteils westlich der Upper Kalispel im Norden von Idaho lagen und der Lake Pend Oreille für sie sowohl kulturell als auch als Siedlungsgebiet von zentraler Bedeutung war, wurden sie von den Amerikanern auch als Western Kalispel, Idaho Kalispel oder Lake (Pend Oreille) Kalispel genannt. Der größte Teil der Lower Kalispel bildet heute den Kalispel Tribe of Indians, eine weitere Gruppe ist heute zusammen mit den Coeur d’Alene (Schitsu'umsh oder Skitswish) Teil des Coeur d’Alene Tribe.
Die Chewelah, ursprünglich eine band (englisch „Stammesgruppe“) der Lower Kalispel, hatten sich auf Grund interner Streitigkeiten von diesen abgespalten und waren in die Gegend der heutigen gleichnamigen Stadt Chewelah im Stevens County in die Chewelah Mountains (auch als Calispell Mountains bekannt) sowie ins Tal des Colville River im Nordosten Washingtons gezogen. Die Chewelah wurden von den Kalispel als Slet̓éw̓si – „Volk im Tal“ bezeichnet, wovon sich der von Europäern genutzte Name Slate’use oder Tsent herleitet. Sie sprachen eine sich von den beiden anderen Kalispel-Dialekten leicht abweichende Variante. Heute sind sie als Chewelah Band of Indians zusammen mit den dominierenden Lower Spokane Teil des Spokane Tribe of Indians.
Die Upper Kalispel oder Upper Pend d’Oreille wurden als „Volk am Zusammenfluss“ bezeichnet, weil eines ihrer Winterdörfer am Abfluss des Lake Pend Oreille stand. Der mündlichen Überlieferung nach lebten die Upper Kalispel zeitweise östlich der Rocky Mountains, wurden aber von den Blackfeet vertrieben. Sie lebten östlich der Lower Kalispel vom Lake Pend Oreille südostwärts entlang dem Flusslauf des Clark Fork und an dessen Nebenflüssen wie dem Bitterroot River und Blackfoot River bis zur heutigen Stadt Missoula sowie nordwärts entlang des Swan River sowie im Flussgebiet des Flathead Rivers (North Fork, Middle Fork und South Fork Flathead River). Das Gebiet umfasste mehrere große Seen wie die Thompson Lakes (Upper, Middle und Lower), den Flathead Lake (člq̓etkʷ, früher Salish Lake genannt) und Swan Lake sowie das Gebiet der späteren Flathead Reservation. Das Bitterroot Valley sowie Streifgebiete rund um den Flathead River teilten sie sich mit den verwandten Flathead (Seliš oder Salish). Da sich die Stammesgebiete der Upper Kalispel zum größten Teil im Nordwesten von Montana befanden und sie die östliche Stammesgruppe bildeten bezeichneten die Amerikaner sie früher auch als Eastern Kalispel oder Montana Kalispel. Heute sind sie Teil der Confederated Salish and Kootenai Tribes of the Flathead Nation.
Für die Zeit um 1780 schätzt man die Zahl der Kalispel, also der Lower und der Upper Kalispel zusammen, auf rund 1600. 1805–1806 nimmt man eine Zahl von 853 an, um 1850 sollen es wieder rund 1000 gewesen sein.

### Handelskontakte und Missionen
Im September 1809 errichtete die Pelzhandelsgesellschaft der Hudson’s Bay Company unter David Thompson eine Handelsstation namens Kullyspell House am Lake Pend Oreille. Als erster Missionar lebte hier Pierre-Jean De Smet, der 1846 eine Missionsstation namens Saint Ignatius beim heutigen Cusick einrichtete. Bereits ein Jahr zuvor hatte der Jesuit Reverend Adrian Hoecken die Saint Michael’s Mission an den Albeni Falls am Pend Oreille River erbaut. Von dort wurde das Haus stromabwärts verlegt und hieß nun Saint Ignatius. Bereits 1854 wurde die Missionsstation zu den Flathead verlegt.
Während die Upper Kalispel der Missionsstation folgten, weigerten sich die Lower Kalispel, ihre Heimat zu verlassen. Auch trafen sie, im Gegensatz zu den Upper Kalispel, nicht mit dem Gouverneur des Washingtoner Territoriums Isaac Stevens zusammen. Dabei wurde in Hell Gate am 16. Juli 1855 vereinbart, dass sie mit den Kutenai und den Flathead in einem gemeinsamen Reservat leben sollten.
Als die „Pend d’Oreille (Upper Kalispel)“ unter Führung ihres Oberhäuptlings Tmɫx̣ƛ̓cín (Te’melhaxtlse’/Temelxax.tse’ „ohne Pferde“, im Englischen bekannt als Chief Alexander, *1810 - †1868, diente als Oberhäuptling von den 1840er bis 1868), zusammen mit den „Bitteroot Salish (Flathead)“ unter Führung des Oberhäuptlings X͏ʷeɫx̣ƛ̓cín („viele Pferde“, im Englischen bekannt als Chief Victor, * ca. 1790 - † 1870) sowie den „Ktunaxa (Kootenai)“ unter Oberhäuptling Michelle/Michel den Vertrag von Hell Gate (Hellgate Treaty) unterzeichneten, kamen die „Kalispel (Lower Kalispel)“ nicht dazu, weil der Yakima-Krieg ausbrach.
Die „Kalispel (Lower Kalispel)“ wählten 1855 “Victor/Happy Man” nach dem Tod des römisch-katholischen Oberhäuptlings Loyola (“Standing Grizzly”) als dessen Nachfolger und lebten weiter an der alten Missionsstation. Sie weigerten sich, mit anderen Stämmen ein Reservat zu teilen, obwohl zahlreiche „Bitteroot Salish (Flathead)“ und Spokane mit ihnen zusammen lebten. 1872 lehnten sie ein Vertragsangebot ab, und 1874 beendete der Kongress seine Vertragspolitik vollständig. 1875 lebten hier rund 400 Indianer, die sich aus den Kriegen der 1850er Jahre weitgehend heraushielten.
1864 erwarb die Northern Pacific Railroad Landrechte in ihrem Gebiet. 1881 bestanden bereits mehr als 120 km Gleise am Lake Pend Oreille. Die Eisenbahn verkaufte ihr Land an weiße Siedler, so dass Häuptling Victor 1884 einen Ausgleich für das entwendete Land verlangte. Dennoch gingen 1886 die Landvermessungen weiter, und die „Pend d’Oreille (Upper Kalispel)“ unter Führung des neuen Oberhäuptlings Xʷeʔ Smx̣e bzw. Michel Hwihielltice (“Plenty of Grizzly Bear”, “Many Grizzly Bears”, wahrscheinlich mit Salish-Tuna’xe-Vorfahren, *1805 - †ca. 1890/1909, im Englischen besser bekannt als „Michel/Michelle“) erklärte sich 1887 angesichts von zusammengezogenen Truppen einverstanden, ihr Land zu verkaufen und ins Flathead-Reservat zu gehen. Marcella, Sohn und Nachfolger Victors, weigerte sich jedoch und verlangte ein eigenes Reservat. Sein Stamm saß hauptsächlich am Ostufer des Pend Oreille gegenüber von Usk. Der Siedlungsdruck durch weiße Zuwanderer stieg jedoch weiter, und so errichtete man 1914 ein eigenes Reservat für den Stamm, dessen Mitgliederzahl 1911 auf rund 100 geschätzt wurde. Erst 1924 und 1933 kam es zu größeren Ansiedlungen.

## Sprache
Ihre Sprache, das Kalispel (Qlispé/Qalispé), ist ein Dialekt des Montana Salish (npoqínišcn-qlispé-séliš, auch: Kalispel–Pend d’Oreille, Kalispel–Spokane–Flathead oder Spokane–Kalispel–Bitterroot Salish–Upper Pend d’Oreille) und zählt zu den südlichen Binnen-Salish-Sprachen; weitere Dialekte sind das Npoqínišcn der Spokane (Sqeliz) sowie das Séliš (Salish) der Flathead (Bitterroot Salish).
Die drei Gruppen der Kalispel sprachen zudem leicht voneinander abweichende Dialektvarianten:
- Qlispé / Qalispé (Kalispel) – die Kalispel (Lower Kalispel oder Lower Pend d’Oreille)
- Čłqetkʷmcin oder Qlispé – die Pend d’Oreille (Upper Kalispel oder Upper Pend d’Oreille)
- Chewelah – die Chewelah

## Heutige Situation
Die Lower Kalispel lebten hingegen in der Kalispel Indian Community, Kalispel Reservation. Dieses Reservat wurde jedoch erst am 23. März 1914 eingerichtet. Es liegt rund 60 km nördlich von Spokane am Pend Oreille. 1989 lebten dort 232 Menschen.
1934 akzeptierten die Lower Kalispel den Indian Reorganization Act mit 36 zu 2 Stimmen. 1939 entstand der Kalispel Indian Council, ihr Stammesrat. Die Stammesverfassung wurde 1967 überarbeitet. 1974 unterstellten sie sich dem Indianeragenten der Spokane Indian Agency – vorher gehörten sie hinsichtlich der Stammesrechtsprechung zur Northern Idaho Indian Agency.
1963 erhielt der Stamm für 2.247.000 Acre verlorenen Landes 3 Millionen Dollar. Zusammen mit 24 anderen Stämmen des Nordwestens verklagten die Kalispel 1970 die Indianeragentur wegen Missmanagements. 1981 erhielten sie dafür 114.127,80 Dollar Entschädigung. In Wiedergutmachung für den völligen Verlust des Landstreifens am Pend Oreille River zwischen Usk und Cusick, der rund 16 km lang war, und auf dem 1955 der Box Canyon Dam gebaut worden war, die Zusage einer Kompensation durch den Obersten Gerichtshof. 436 Acre Land wurden bereits für ein Wildschutzgebiet zugesagt. Der Stamm entwickelte, zusammen mit anderen Stämmen am oberen Columbia, einen Managementplan zum Schutz des Gebiets. Zugleich züchteten die Lower Kalispel wieder Büffel.
1965 hatte nur ein einziger Kalispel einen Highschool-Abschluss gemacht, bei Stammesversammlungen brauchte man einen Dolmetscher. Nur ein Haus hatte fließendes Wasser, das Jahreseinkommen lag bei 1.400 Dollar pro Kopf, es existierte ein einziges Telefon. 1974 erhielten die Lower Kalispel 12 Büffel vom U.S. Park Service. 1979 errichtete der Stamm einen ersten General Store namens Sen-tu-me, doch konnte er sich, ähnlich wie die 1974 gegründete Kalispel Metal Products nur bis 1984 halten. 1987 entstand als Organisation für die Büffelzucht das Kalispel Agricultural Enterprise. Die Herde umfasste 1993 wieder 100 Tiere.
1996 wurde das Reservat um 40 Acre „trust land“ in Airway Heights vergrößert. Seit 1998 erhält der Stamm eine Kompensation für die Nutzung seines Landes durch den Box-Canyon-Stausee. 2001 eröffnete das Northern Quest Casino, 2004 wurde es vergrößert und im nächsten Jahr folgte ein Wellness-Center in Usk.

## Reservationen
Heute gehört der Stamm der Upper Kalispel zu den Confederated Salish and Kootenai Tribes of the Flathead Nation, der aus vier Ethnien besteht. Der Hauptteil des heutigen Reservats der Upper Kalispel liegt nordwestlich von Newport in Washington. Es handelt sich um ein Gebiet von 18,638 km² entlang des Pend Oreille westlich der Grenze zwischen Washington und Idaho. Dazu kommt ein kleines Gebiet von 0,202 km² bei Spokane, genauer in Airway Heights. Dort befindet sich das vom Stamm betriebene Northern Quest Casino.
Die meisten Lower Kalispel haben heute ihr eigenes Reservat, rund 60 km nördlich von Spokane am Pend Oreille gelegen, und bilden heute den Kalispel Tribe of Indians. Im Jahr 2000 lebten 202 Menschen im Reservat.
Eine weitere, bedeutend kleinere Gruppe der Lower Kalispel, ist heute zusammen mit den Coeur d’Alene (Schitsu’umsh oder Skitswish) Teil des Coeur d’Alene Tribe.
Die Chewelah sind heute als Chewelah Band of Indians zusammen mit den dominierenden Lower Spokane Teil des Spokane Tribe of Indians.

## Belege
1. ↑  früher Horse Plains oder Wild Horse Plains genannt, da die Grasebenen rund um die Stadt früher ein beliebtes Winterquartier für die Pferdeherden der hiesigen indianischen Stämme bildeten
2. ↑  Der Name Missoula selbst leitet sich vom Salish-Wort "nmesuletk" ab, was in etwa „Platz des gefrorenen Wassers“ bedeutet und sich wahrscheinlich auf den Lake Missoula bezieht, einen prähistorischen See im westlichen Montana.
3. ↑  Alexander Chief of the Pend d’Oreilles Tmɫxƛ̣̓ cín (No Horses)
4. ↑  Salish-Pend d'Oreille Culture Committee Information RE: Portraits of Chiefs in Council Chambers
5. ↑  Kalispel Reservation, Washington, United States Census Bureau, archive.org, 8. Juni 2011.